# Óbánya
Óbánya là một thị trấn thuộc hạt Baranya, Hungary. Thị trấn này có diện tích 7,49 km², dân số năm 2010 là 131 người, mật độ 17 người/km².